# Cantón de Nidwalden
El cantón de Nidwalden o Unterwalden Bajo (NW, en alemán Nidwalden, en francés Nidwald, en italiano Nidvaldo, en romanche Sutsilvania) es un cantón de Suiza Central y uno de los cantones boscosos (Waldstätten). Su capital es la ciudad histórica de Stans.
Junto con el cantón de Obwalden formaba el cantón de Unterwalden, uno de los tres cantones primitivos de la Antigua Confederación Suiza.

## Toponimia
El nombre de Nidwalden viene derivado del nombre de Unterwalden. En su origen, Unterwalden fue conocido en latín como inter silvas, que en español puede traducirse como entre bosques y en alemán fue tomado como Unterwalden. Luego, para diferenciar los dos valles que constituían el territorio de Unterwalden, el uno fue llamado ob dem Wald, mientras que el segundo fue llamado nid dem Wald, que en 1803 en el Acta de Mediación es mencionado como Nidwalden.

## Historia
En 1291 los habitantes del cantón de Nidwalden se unieron junto con los pueblos del cantón de Uri y cantón de Schwyz para formar el Pacto Federal de 1291 (Bundesbrief). En aquella época no existía un verdadero estado, pero a fines del siglo XIV las primeras formas de gobierno organizado aparecieron. Estas comprendían asambleas institucionales y cortes.
En los siglos XIV y XV, el cantón se unió con el cantón de Obwalden, aunque los dos cantones nunca fueron realmente una sola entidad. Esta unión era llamada Unterwalden, y aunque hoy no sea reconocida, dejó sus repercusiones en la historia de los dos cantones, pues al contar como semi-cantones, solo tienen derecho a enviar un representante al Consejo de los Estados en Berna.
Alrededor del año 1500 muchas personas del cantón trabajaban como mercenarios. Algunos de estos soldados emigraron, lo que supuso la disminución del alto crecimiento de la población. Una de las grandes destinaciones de estos soldados era Alsacia. Después de haber sentido el rigor de la constitución de Napoleón, la idea de la revolución francesa no fue muy bien recibida en este territorio básicamente rural. El cantón de Nidwalden fue atacado por las tropas francesas el 9 de septiembre de 1798. Al finalizar la dominación francesa en 1814, la mayoría de los cambios introducidos por los franceses fueron abolidos, fue solo hasta 1877 que el cantón de Nidwalden aprueba su primera constitución. Las asambleas públicas (Landsgemeinde) fueron abolidas en 1997.

## Geografía
El semicantón de Nidwalden está situado en la región de Suiza Central. Al norte limita con el lago de los Cuatro Cantones y los cantones de Lucerna y Schwyz, al este con el cantón de Uri, al sur y oeste con el cantón de Obwalden, y al sur con el cantón de Berna.
La altura máxima del cantón es el Rotstöckli con 2901 msnm, el cual está situado orográficamente en los Alpes uraneses. Sin embargo, la mayor parte del territorio del cantón está asentada sobre los Prealpes suizos (Prealpes de Lucerna). El punto más bajo del cantón se encuentra a orillas del lago de los Cuatro Cantones. Finalmente, el cantón es atravesado de sur a norte por el río Engelberger Aa, que desemboca en el lago de los Cuatro Cantones.

## Demografía
El cantón de Nidwalden cuenta con 42 080 habitantes en 2014, lo que lo convierte en unos de los cantones menos poblados de Suiza. De hecho sólo los cantones de Appenzell Rodas Interiores, Obwalden, Uri y Glaris son menos poblados. Aproximadamente 10% de la población es de origen extranjero.
El 75% de la población reivindica ser de creencia católica, mientras que el 11,9% declaran ser protestantes. A nivel lingüístico, la lengua oficial del cantón es el alemán, hablado por el 92,5% de la población. El dialecto alemán-suizo hablado en la región pertenece a la familia del Höchstalamanisch.

## Política
Al interior de la Confederación, Nidwalden es un semi-cantón, esto le confiere todos los derechos de un cantón ordinario, con la excepción del Consejo de los Estados, en el cual cada cantón envía dos representantes y cada semi-cantón solo uno. 
El Landrat (parlamento local) cuenta con 60 representantes elegidos según el sistema proporcional por un período de cuatro años. El ejecutivo es llamado Regierungsrat (Consejo de Gobierno) y está compuesto por siete miembros

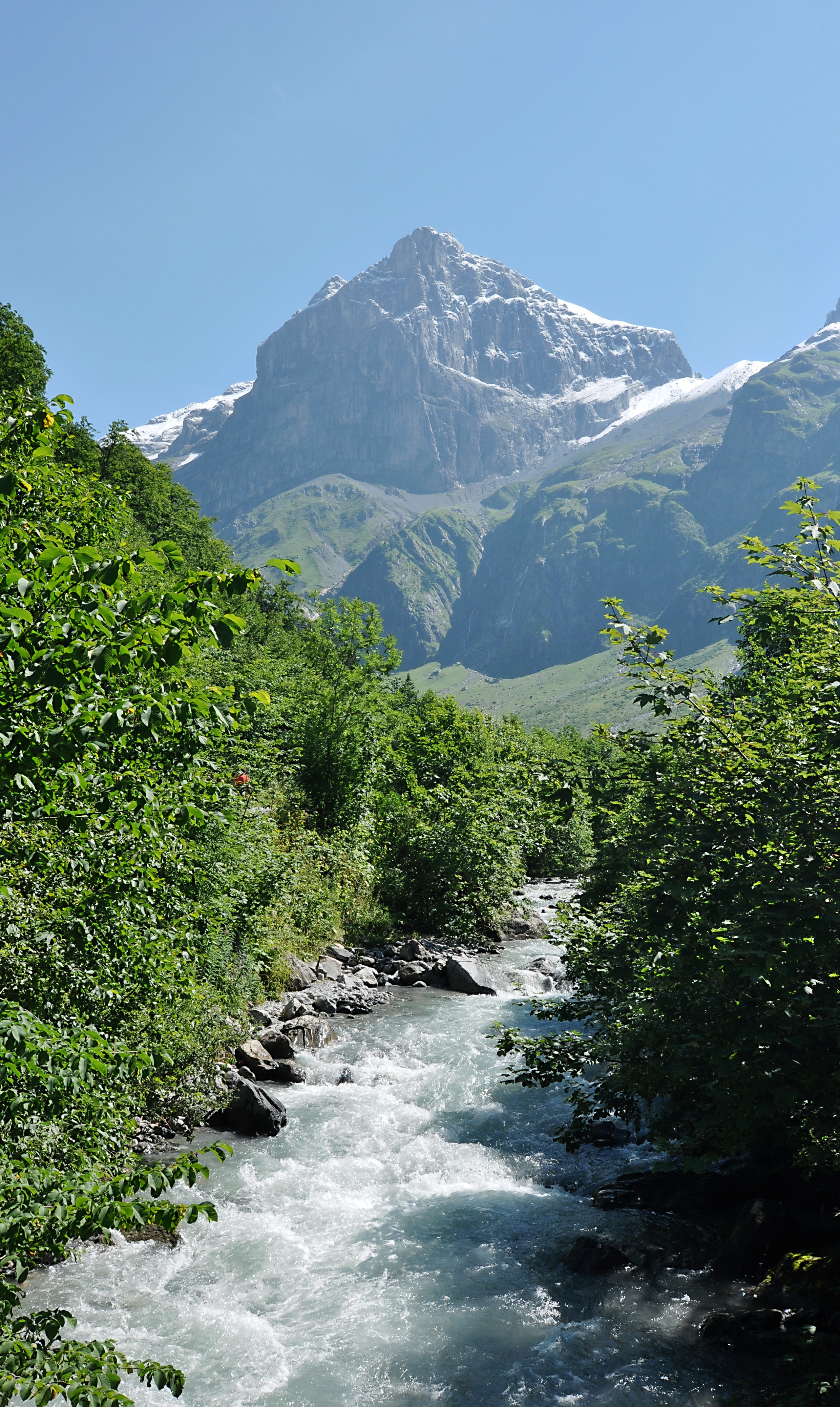
Engelberger Aa con el Schlossberg al fondo.

## Economía
Hasta finales del siglo XX el cantón de Nidwalden era básicamente agrícola. A partir de mediados del siglo XIX, el comercio, la industria y el turismo comenzaron a formar parte de la economía local. Hoy un gran número de pequeñas y medianas empresas dominan la economía. Pilatus Aircraft, empresa constructora de aeroplanos, es uno de los mayores suministros de trabajo. 
Áreas tradicionales como la silvicultura y la agricultura son todavía importantes para la economía local. La agricultura está especializada en la ganadería y la producción de carne de caza. 

### Turismo
Gracias a la geografía del territorio, el turismo reviste de un rol importante para la economía cantonal. Los lagos y las montañas atraen muchos turistas, sea durante la estación invernal, sea durante la estación estival. Los lugares que no hay que dejar de visitar son: Klewenalp, Stanserhorn, Titlis, Bannalp y Bürgenstock.

## Comunas
El cantón de Nidwalden tiene once comunas: Beckenried, Buochs, Dallenwil, Emmetten, Ennetbürgen, Ennetmoos, Hergiswil, Oberdorf, Stans, Stansstad y Wolfenschiessen. La capital es Stans.